# Lipofilitás
A lipofilitás a biológiailag aktív vegyületek azon fizikai-kémiai tulajdonsága, amely kifejezi egy molekula zsírokban, zsírszerű anyagokban való oldódási hajlamát, vagyis a molekulák zsírszerű környezethez való affinitását. A lipofilitás kifejezés többnyire a biokémiában, farmakológiában, élettanban, toxikológiában használatos fogalom. 
Etimológia: a lipofil görög eredetű szó, amely „zsírkedvelő”-t jelent, és amely a liofil „folyadékkedvelő” szóra vezethető vissza. Liofil az olyan molekula, amely a vele érintkező közegben, (folyadékban) nagymértékben oldódik.

## A lipofilitás jelentősége

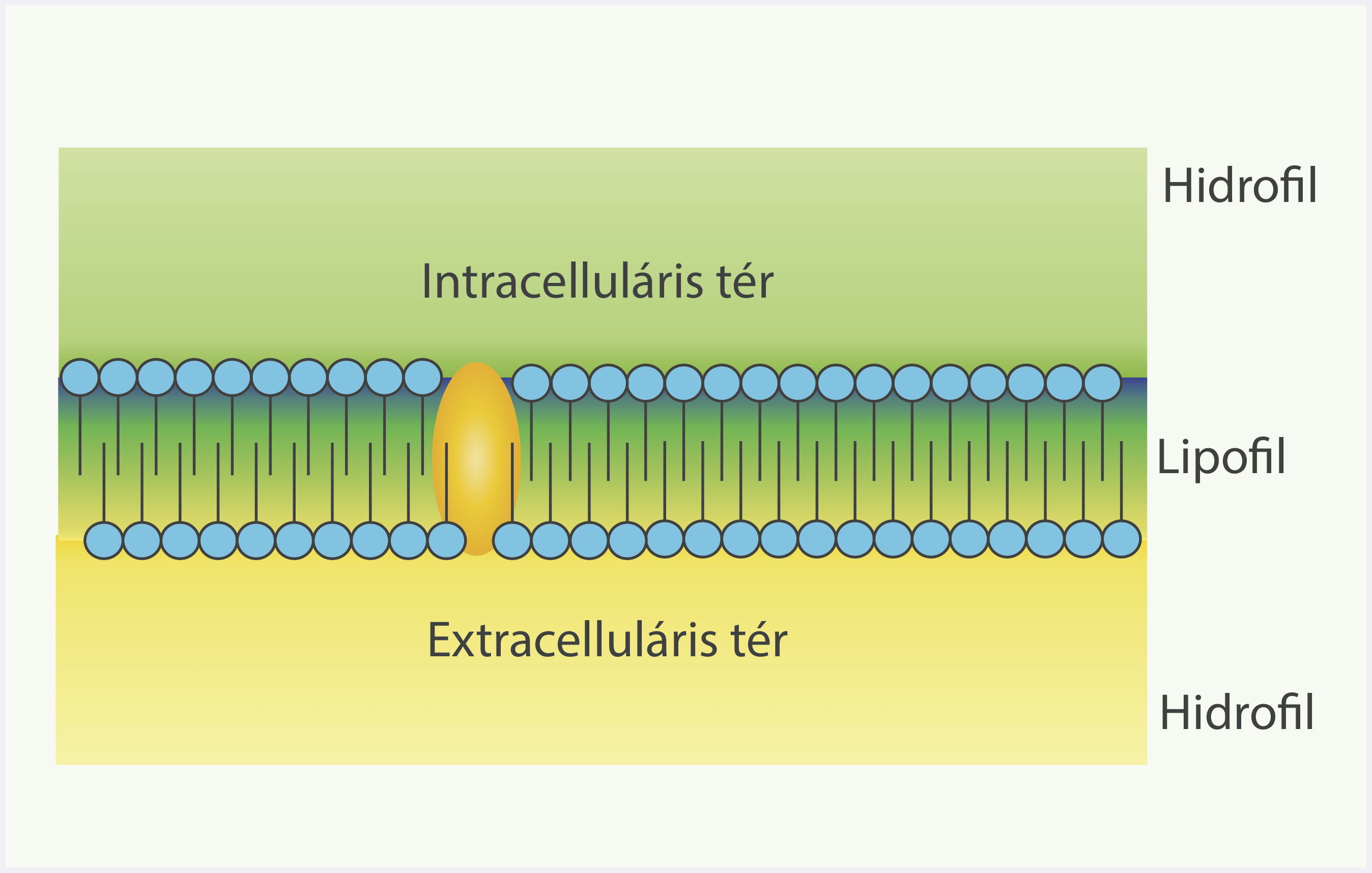
A biológiai membrán kettős lipid rétegének vázlatos képe

Az élő szervezetek vizes oldatokra épülő folyadékterekből épülnek fel, mely tereket biológiai membránok választanak el egymástól. A ma általánosan elfogadott modell szerint a biológiai membrán alapja egy lipid kettős réteg, amelybe integráns membránfehérjék ágyazódnak.A kettős réteget alkotó lipidek mindkét monorétege a hidrofób (víztaszító) zsírsavláncaikkal egymással szembefordulva helyezkednek el, ily módon befele apoláris, kifele poláris karaktert adva a membránnak. A rendkívül vékony membrán belseje ezért zsíroldószerként viselkedik.
Egy biológiailag aktív molekula azon tulajdonsága, hogy mennyire képes zsírszerű anyagokban (jelen esetben a membrán kettős lipid rétegében) oldódni, döntő módon befolyásolja az átjutását a membránon, illetve bejutását a sejtek belsejébe.
Egy molekula zsíroldékonyságának, azaz lipofilitásának mértéke jelentősen befolyásolja egy gyógyszer szervezetben történő felszívódását, a szervezet víztereiben való eloszlását, a makromolekulákhoz való kötődését, a biológiai membránokon és a vér-agy gáton való átjutását, a sejt receptoraival való kölcsönhatást és nem utolsósorban a szervezetből történő kiürülését. Külön kiemelendő, hogy magas zsírtartalmú sejtek vagy szövetek a jó lipofil tulajdonságokkal rendelkező molekulákat nagyobb koncentrációban képesek felhalmozni, mint a zsírokban szegényebb szövetek. Mindebből jól látható, hogy a lipofil tulajdonság fontos paraméter, amely döntő módon meghatározza egy molekula sorsát a szervezetben.
Egy molekula lipofilitásának mértékét számszerű adatokkal a megoszlási hányadossal lehet jellemezni.

## Megoszlási hányados

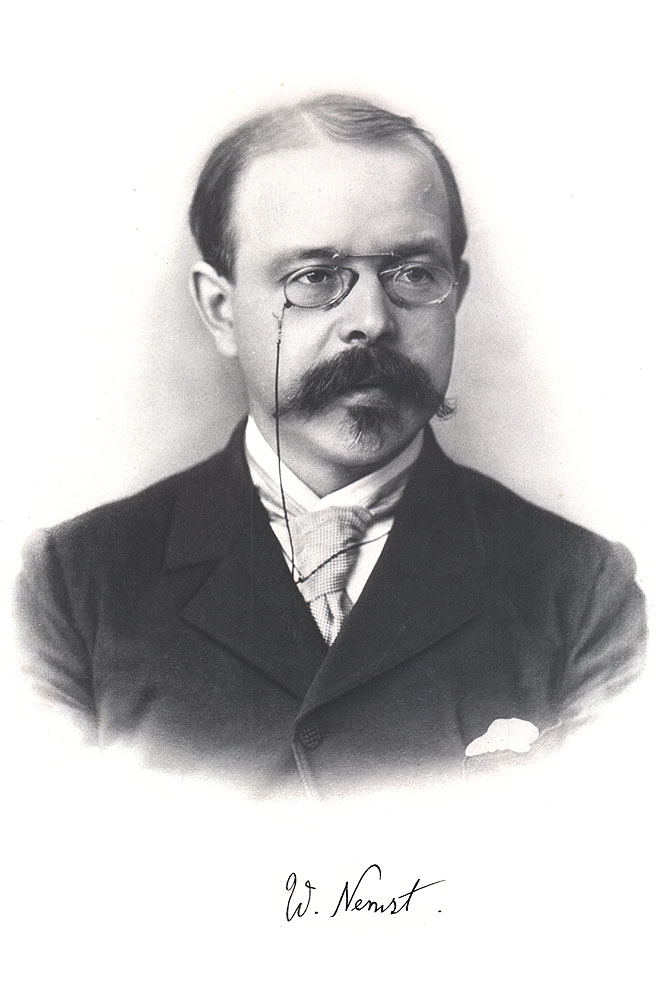
Walther Nernst (1864–1941), a nevéről elnevezett megoszlási törvény kidolgozója

Erősen poláros és apoláros oldószerek egymással összekeverve nem elegyednek, rövid idő alatt szétválnak. Egymással érintkezve többnyire éles, jól látható folyadék fázishatárt hoznak létre. Ha egy anyag egyidejűleg oldódik a két – az előbb említett – egymással érintkező, de egymással nem elegyedő oldószerben, akkor az oldódási egyensúly beálltával a két oldószerben mért anyag koncentrációjának aránya állandó értéket ad. (Ez a Nernst-féle megoszlási törvény.)
{\displaystyle K={\frac {c_{1}}{c_{2}}}}
Adott oldószerpár esetén a megoszlási hányados az oldott anyagra jellemző állandó érték, amely bizonyos határok között független az oldódó anyag koncentrációjától. A fiziológiás értékek általában e határokon belül találhatók. A Nernst-féle megoszlási törvény kiterjeszthető a szervezet és a bioaktív molekula között létrejövő kölcsönhatásokra is, vagyis alkalmazható a bioaktív molekulának a folyadéktér és a biomembrán közötti megoszlására is.

## Megoszlási hányados a gyakorlatban
A gyógyszermolekulák és más bioaktív molekulák lipofilitásának meghatározásához igyekeznek olyan modell-rendszert kialakítani, amely rendszer hasonlít a fiziológiás állapotokhoz. Erre vonatkozóan több elfogadott modell is használatos, melyek közül a legismertebb az oktanol/víz rendszerre épülő és vonatkozó megoszlási hányados meghatározása.
Ez az oldószer-rendszer jól modellezi a vizsgálati anyagnak az extracelluláris tér/biomembrán/intracelluláris tér fiziológiás körülményeit és az ott kialakult kölcsönhatásokat. A modellben a szerves fázisként alkalmazott oktanol (C8H17OH) előnye, hogy tartalmaz egy apoláris szénhidrogén láncot, amelyhez egy poláris hidroxilcsoport kapcsolódik. Az így kialakított folyadékpár modellezni képes a membrán kettős lipid rétegével és az azzal érintkező folyadéktér között létrejövő kölcsönhatásokat.
Egy molekula lipofilitásának meghatározásához használt oktanol/víz modell-rendszerből kapott megoszlási hányadost egyezményesen P betűvel jelölik, melyben a Nernst-féle megoszlási törvény ennek megfelelően:
{\displaystyle P={\frac {c_{v}}{c_{o}}}}
A képletben egyezményesen a „v” a vizes fázist, az alsó indexben az „o” az organikus, azaz szerves fázist jelöli.
A gyakorlatban a különböző molekulák lipofilitásának jellemzésére a könnyebb összehasonlíthatóság érdekében a megoszlási hányados logaritmusát (log P) alkalmazzák. A gyógyszerek döntő többségének a log P értéke 0–4,5 érték közé esik.

## Megjegyzés
1. ↑   A megoszlási hányados értéke függ az alkalmazott hőmérséklettől, de a fiziológiás hőmérséklet állandósága miatt erre többnyire nem kell figyelemmel lenni.